# Schützen- und Volksfest Fulda

Blick aus dem Riesenrad auf den Festplatz

Traditionsgemäß findet von Ende Juli bis Anfang August auf der Ochsenwiese in Fulda das Schützen- und Volksfest statt. Alte Urkunden belegen, dass es bereits 1327 auf der Fuldaer Rosenaue ein Schützenfest mit einer ausgedehnten Budenstadt gab. Als fester Bestandteil des kulturellen Jahresverlaufs in der Barockstadt, lockt es jedes Jahr knapp 130.000 Besucher auf den zentral gelegenen Festplatz.

## Bedeutung und Programm
Für die Mitglieder der Schützenvereine bedeutet die Veranstaltung die mit einem Schützenfest gelebte Traditionspflege. So wird jedes Jahr ein Schützenkönig beziehungsweise eine Schützenkönigin proklamiert, die Königsfamilie wird im Stadtschloss vom Oberbürgermeister Fuldas als Schirmherr des Festes empfangen. Es findet ein Festzug zur Ochsenwiese und ein Preisschießen für jedermann (Bürgerschießen) statt. Der Schützenverein Fulda 1572 e.V. ist ideeller Träger des Festes und nimmt an den Rahmenveranstaltungen aktiv teil. Rahmenprogramm des Schützenfestes ist ein großes Volksfest mit den üblichen Attraktionen wie Fahrgeschäften, Bieranstich und Festzelt.
Programm-Höhepunkte der 10-tägigen Veranstaltung sind die beiden Feuerwerke am Eröffnungsfreitag und am zweiten Freitag, eine Ladys-Night am Montag und der Familientag am Mittwoch. Weitere Programmpunkte sind die feierliche Proklamation und der anschließende Festzug durch die Innenstadt, zwei Sonntags-Frühschoppen und der Festgottesdienst.

## Geschichte

Auszug aus dem Festprogramm von 1925

### Schon im Jahre 1327 Schützenfest in Fulda
Aus Aufzeichnungen weiß man, dass schon im Jahre 1327, zur Zeit Ludwigs des Bayern, des Heiligen Römischen Reiches Kaiser, und seines Freundes Heinrich von Hohenberg, Fürstabt zu Fulda, Schützenfeste stattfanden. Das war zu der Zeit, als die Würzburger bei Hammelburg in fuldisches Gebiet eingedrungen waren. Durch einen Aufruf des Bürgermeisters der Stadt versammelten sich alle Zünfte und Schützengilden am Löhersgraben vor dem Kohlhäuser Tor, um gegen Eindringlinge vorzugehen. Am Morgen nach Kaiser-Heinrich-Tag, dem 16. Juli, marschierten alle nach Würzburg. Wegen der Übermacht, die von Graf Berthold von Henneberg angeführt wurde, reichte der Bischof von Würzburg, Wolfram, die Hand zum Frieden. Als die Kunde vom Friedensangebot bekannt wurde, feierte man Feste, die von Freund und Feind besucht wurden.

### Festplatz auf der Rosenau
Die Heimkehrenden kamen gerade recht zur Feier des Schützenfestes, das immer festlich und mit viel Lärm am Sonntag nach Sankt-Anna-Tag begann. In diesem Jahre war es nun ganz arg. Die Freude über die Errettung des Abtes und den ohne blutige Opfer gewonnenen Sieg ließ die ausgelassenste Feststimmung aufkommen. Viele der Kriegsmannen waren bei Freunden oder Verwandten in der Stadt geblieben, um das Fest mitzufeiern, die Ritter der Umgegend waren in den Kemenaten, die sie fast alle in der Stadt hatten, eingekehrt.
Auf der Rosenau war der Festplatz. Die große Wiese gehörte dem Stift, das sie jedes Jahr für dieses Fest freigab, auch weil hier an der Fulda die zweite Heuernte ziemlich früh stattfinden konnte. Ganze Gassen mit Buden aller Art wuchsen hier in kurzen Stunden aus dem Boden heraus. Zu kaufen gab es alles, was das Herz begehrte, Zuckersachen und Kuchen für die Kinder, auch Spielzeug aller Art aus Nürnberg, Waffen und Rüstzeug für die Männer und bunte Stoffe, Samt und Seide für die Frauen.
Unterhaltung gab es auf dem Festplatz überreichlich für alle, die genug Geld hatten; da wurden Spiele aufgeführt in großen Zelten, sonderbare Menschen und Tiere waren zu sehen für wenig Batzen, Meerweiber, ein Kalb mit zwei Köpfen, Riesenschlangen und Krokodilshäute und was es alles war. Und vor ihren Herrlichkeiten schritten die Budenbesitzer mit hochernster Miene auf und ab und schrieen und redeten auf die Menge ein, als ob das jüngste Gericht vor der Tür stände.
Am Morgen des Tages wurde in der Stiftskirche ein feierliches Hochamt gesungen, das der Abt selbst hielt. Dann ging es in festlichem Zuge durch die Stadt zum Festplatz. Durch die mittlere breitere Gasse marschierte man zum anderen Ende des Platzes zu den Schützenständen, und das schießen begann. Die Schützengilden der einzelnen Zünfte nahmen an ihrem Stande Aufstellung, und der Abt tat an jedem Stande den ersten Schuss. Als besonderer Ehrengast kam die Kaiserin zum Schützenfest. Das Schießen war in vollem Gange, und die Neugierigen drängten sich um die Stände, denn jeder war überaus neugierig, wer Schützenkönig werden würde. Da waren auch die Frauen, Schwestern und Bräute, die sich nicht weit genug vorschieben konnten, und die Wächter hatten ihre liebe Not. Jeder gute Schuss wurde mit lauten Zurufen begrüßt, und das Geschrei und Lärmen war groß. Es wurde gut geschossen, einige hatten zwei Bolzen mitten ins Schwarze gejagt, aber in der Aufregung, den dritten zu verfehlen, war dieser erst recht danebengegangen. Dreimal ins Schwarze hatte noch keiner getroffen. Vom 17.–21. Juni 1939 fand das letzte Schützenfest vor dem Zweiten Weltkrieg statt.

### Nach dem Krieg
Eugen Distel, der Großvater des jetzigen Organisators Heiner Distel, der seit 1990 als Generalunternehmer für den Festbetrieb wirkt, stieß zu Beginn auf große Skepsis, als er der Stadt Fulda 1948 vorschlug, ein Volksfest zu organisieren. Zu groß waren damals noch der Schock und die Zerstörungen des Krieges. Doch Eugen Distel überzeugte die Fuldaer: Er organisierte das Fest – und die Menschen aus der Region kamen und fanden Entspannung und Ablenkungen. Karussells und Buden standen bis Mitte der fünfziger Jahre zunächst an der Fuldaaue im Bereich Langenbrückenstraße. 1953/54 zog das Fest dann an seinen heutigen Standort auf der Ochsenwiese im Herzen der Stadt.

## Galerie

Europas größte Flugschaukel: Nessy
Blick in die Hauptgasse
Anziehungspunkt: Ladies-Night
Abendstunden auf dem Festplatz
Magic
Biergarten
„Altes Brathaus“
Einzug der Schützen